# Індальсельвен
Індальсельвен (швед. Indalsälven) — річка у середній частині Швеції. Довжина 420 км, площа басейну 26,7 тис. км². Витоки розташовані біля кордону з Норвегією, протікає через озеро Стуршен, впадає у Ботнічну затоку Балтійського моря. На всьому протязі долина вузька, річище порожисте, є водоспади. Живлення снігове і дощове, водопілля — у травні — червні. Середня річна витрата води коло 460 м³/с. На річці побудовано 26 ГЕС. Річкою провадиться сплав лісу. У нижній течії судноплавна.

## Каскад ГЕС
На річці побудовано 26 ГЕС, вона посідає третє місце серед річок країни за кількістю виробництва електроенергії: ГЕС Juvelns, ГЕС Järpströmmens, ГЕС Morsil, ГЕС Гіссмофорс, ГЕС Kattstrupeforsen, ГЕС Granboforsen, ГЕС Midskog, ГЕС Näverede, ГЕС Stugun, ГЕС Кронгеде, ГЕС Gammelänge, ГЕС Гаммарфорсен, ГЕС Svarthålsforsen, ГЕС Стадфорсен, ГЕС Голлефорсен, ГЕС Jarkvissle, ГЕС Бергефорсен та інші.

## Галерея

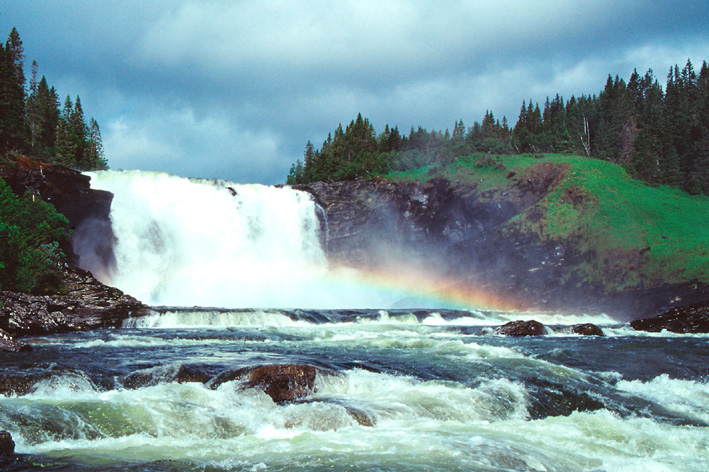
Водоспад Теннфурсен[sv]. Висота загалом 38 м, ширина 60 м. Розташований на території комуни Оре лену Ємтланд.
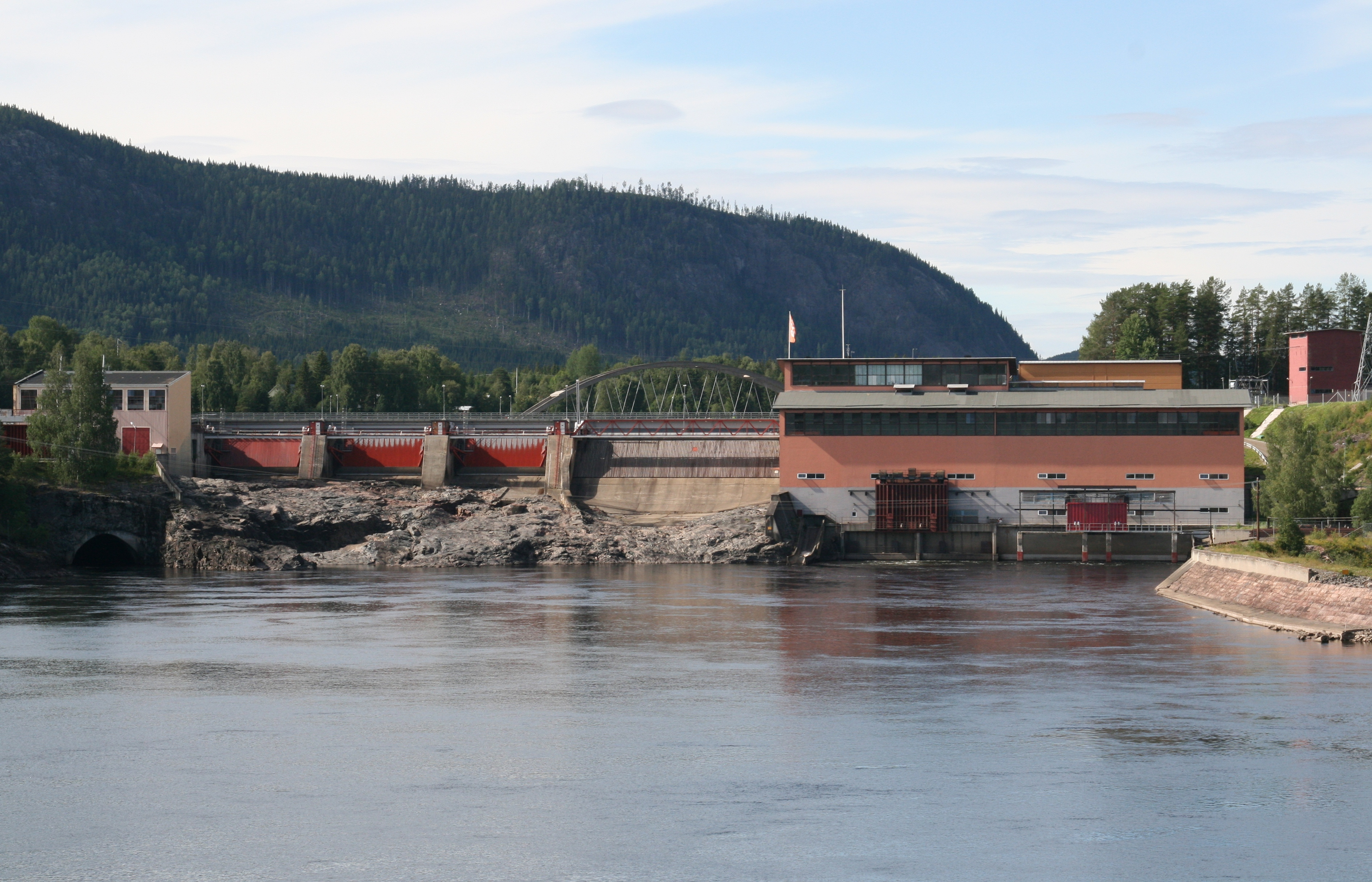
Одна з 26 ГЕС, побудованих на річці.